# Clase Cardenal Cisneros
La Clase Cardenal Cisneros fue una serie de tres cruceros acorazados de la Armada Española que se entregaron entre 1902 y 1908. Era una versión mejorada de la clase Infanta María Teresa pero con un armamento más moderno y equilibrado y aplicando la experiencia obtenida en la Guerra hispano-estadounidense de 1898.

## Diseño

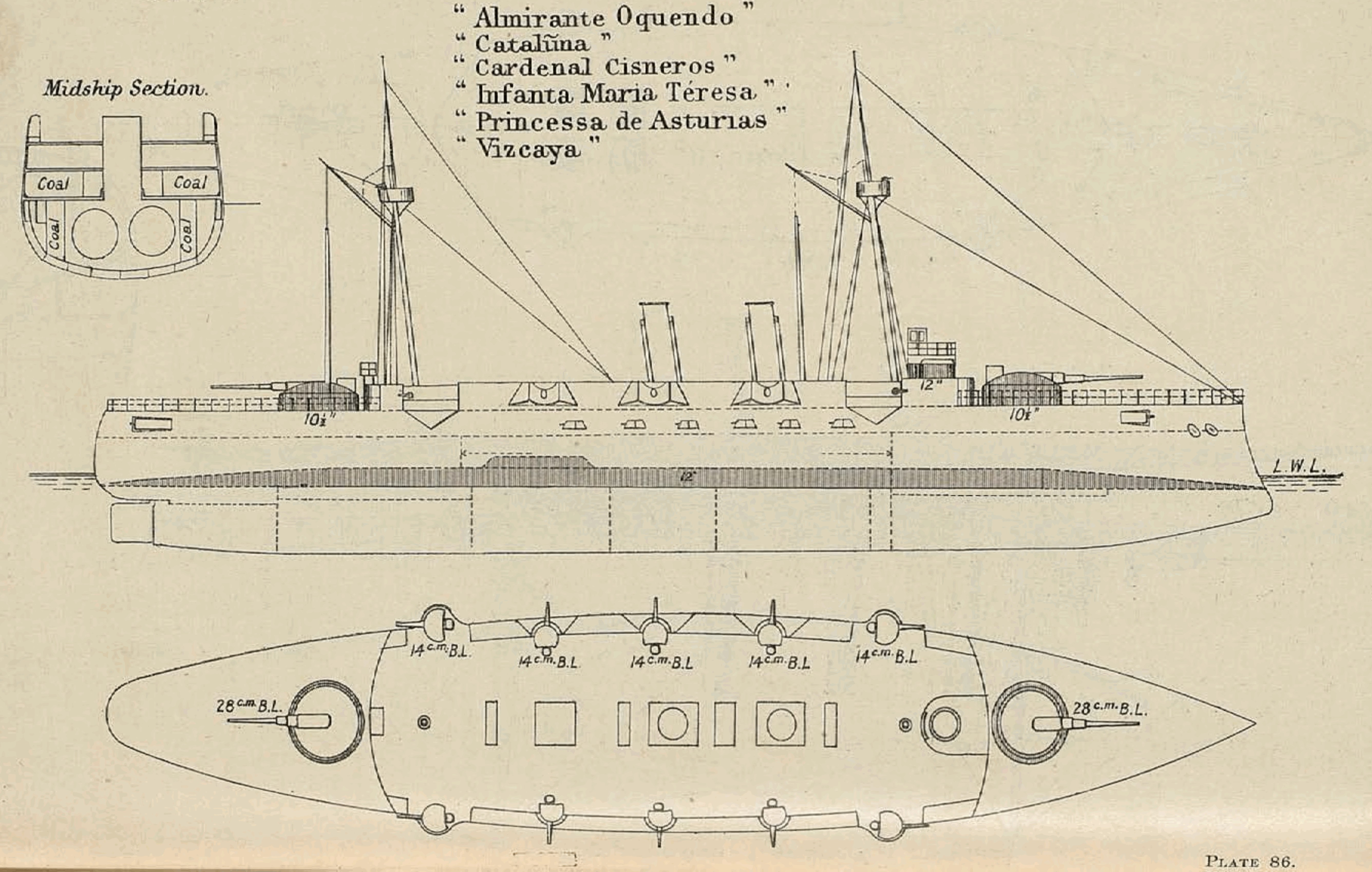
Planta y perfil de la clase Infanta María Teresa, versión anterior de la clase Cardenal Cisneros.

En virtud de lo previsto en el Plan de Escuadra de 1887, una real orden de 17 de septiembre de 1888 dispuso la construcción de tres cruceros, tipos perfeccionados de los Clase Infanta María Teresa.
Técnicamente, estos cruceros protegidos de primera, aunque sería más adecuado el término crucero acorazado, eran continuación con ligeras modificaciones de la correspondiente a los cruceros acorazados (o protegidos) de Clase Infanta María Teresa, todos ellos perdidos en la Batalla naval de Santiago de Cuba de la Guerra hispano-estadounidense de 1898, y de hecho tan sólo el retraso en su construcción impidió que tomaran parte en la contienda, al encontrarse entonces en construcción en el astillero de Ferrol.
La quilla del cabeza de serie fue puesta el 1 de septiembre de 1890, aunque en realidad no se comenzaron las obras hasta la botadura del crucero Alfonso XII el 21 de agosto de 1891, pues la escasez tanto de personal como de materiales hicieron que quedara paralizada su construcción. Fue botado el 19 de marzo de 1897 y entró en servicio el 1 de septiembre de 1902.
Su cinturón vertical era de 1,74 m de alto y 84 m de longitud (centro del buque), con un espesor de entre 150 y 300 mm, así como una coraza horizontal de 70 mm. Los mamparos blindados transversales tenían un espesor de 250 mm, que se unían al cinturón, formando así un cajón blindado que contenía los elementos vitales del buque tales como pañoles, máquinas y calderas. Estaba dotado además sobre estas zonas de una cubierta protectriz de 51 milímetros de espesor.
Tras él se construyeron otros dos cruceros gemelos más, el Princesa de Asturias y el Cataluña, operativos en ambos 1908. Se trataba de buenos buques, aunque con un considerable retraso de su construcción, lo que ocasionó en ellos cierto retraso tecnológico en relación con sus contemporáneos de diseño más moderno.
Lo más llamativo del Princesa de Asturias, construido en el arsenal de la Carraca (Cádiz), fue su accidentada botadura, en la que fueron precisos varios intentos a lo largo de varios días, echándose finalmente por sí mismo a la mar gracias a unas mareas vivas. Por estos motivos, el gracejo popular le puso al Princesa de Asturias el mote de «el arrastrao» al fracasar uno tras otro todos los intentos de botarlo. Y cuando, finalmente, apareció flotando en el mar, pasó a ser «el espontáneo». Estos sucesos sirvieron de argumento a varias coplas del Carnaval de Cádiz de 1897.

## Historial

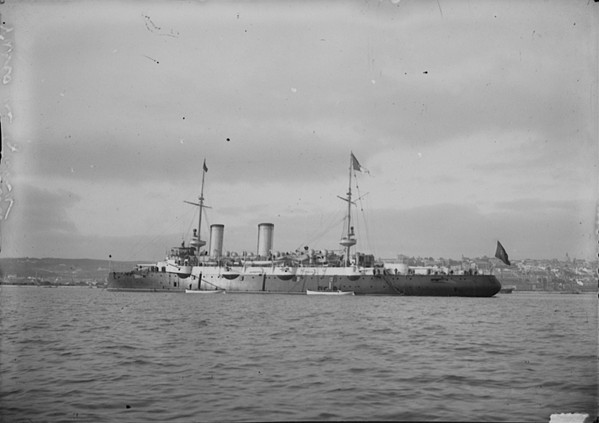
Un buque de la clase Cardenal Cisneros sin identificar.

La vida operativa del cabeza de serie Cardenal Cisneros fue extremadamente corta, puesto que el 28 de octubre de 1905, tan sólo tres años después de su entrada en servicio, se hundió, según la versión oficial, a consecuencia de chocar su casco con una roca no señalada en las cartas cuando salía rumbo a Ferrol de la ría de Noya, en las cercanías de la localidad de Muros, a 35 km de Noya, tras abrírsele en el casco una importante vía de agua que fue imposible achicar.
No hubo víctimas mortales entre la tripulación, al ser evacuada con ayuda de los pescadores de la zona, aunque sí varios heridos. El capitán de navío Manuel Díaz Iglesias, comandante del buque, vio truncada su carrera siendo castigado con un año de suspensión de empleo y destinado posteriormente a tareas administrativas.
En agradecimiento por el auxilio prestado a los náufragos, el rey Alfonso XIII concedería a la villa de Muros un año más tarde el título de Muy humanitaria, que desde entonces campea en el escudo municipal.
Mejor parados salieron sus dos gemelos, ya que la vida útil de ambos se extendió hasta 1928, fecha en la que fueron retirados tras haber intervenido activamente en la guerra de Marruecos. Los dos buques fueron vendidos en pública subasta en la ría de Bilbao para su desguace en 1930.

## Localización delCisneros
El pecio del Cisneros fue localizado en 2006, fecha en la que tres buzos localizaron el casco del crucero, que reposa a 65 metros bajo el mar de Muros.

## Buques de la clase
| Nombre               | Astillero       | Asignado | Baja | Causa                                              |
| -------------------- | --------------- | -------- | ---- | -------------------------------------------------- |
| Cardenal Cisneros    | SECN Ferrol     | 1902     | 1905 | Hundido accidentalmente, tocó el bajío de Meixidos |
| Princesa de Asturias | SECN La Carraca | 1903     | 1928 | Retirado / desguazado                              |
| Cataluña             | SECN Cartagena  | 1908     | 1928 | Retirado / desguazado                              |